# Alexandre Lanskoï
Alexandre Dimitrievitch Lanskoï (surnommé Sachenka) (en russe : Александр Дмитриевич Ланской), né le 8 mars 1758 à Smolensk et mort le 25 juin 1784 à Tsarskoïe Selo, est un lieutenant-général russe, Kammerherr actuel (c'est-à-dire chambellan), chevalier de l'ordre de Saint-Alexandre-Nevski, chevalier de l'ordre de l'Aigle blanc, chevalier de l'ordre de Saint-Stanislas, chevalier de l'ordre de l'Étoile du Nord, chevalier de l'ordre de Sainte-Anne, et surtout favori de l'impératrice Catherine II de Russie.

## Biographie

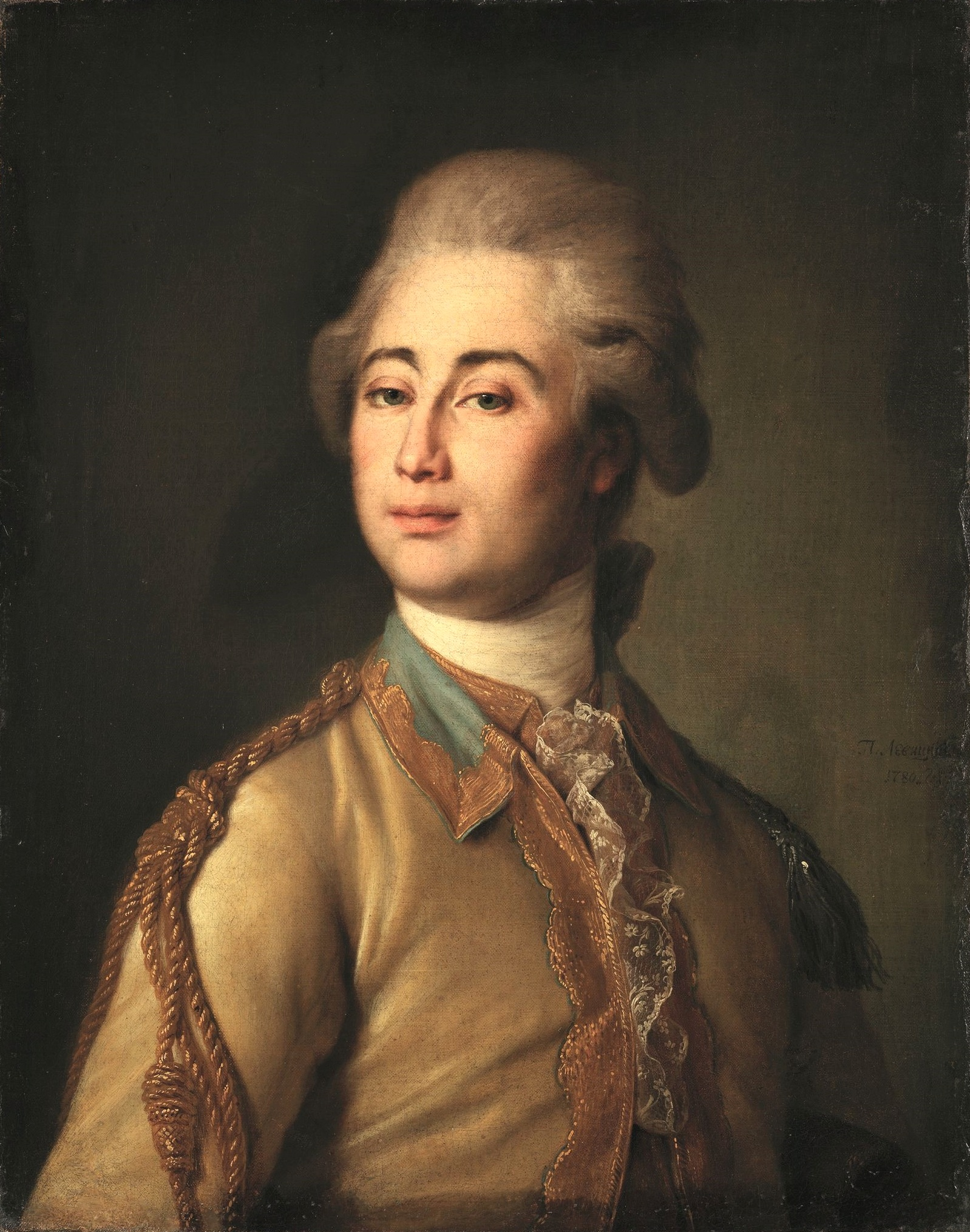
Portrait de Lanskoï par Levitsky, en 1780.

Lanskoï naît dans une famille de la noblesse de province, de lointaine origine germano-balte issue des chevaliers teutoniques (autrefois appelée von Lanschleesberg) et reçoit une instruction avec des précepteurs à demeure. Il est inscrit au régiment de la cavalerie de la garde impériale dans les années 1770, où il sert sous les ordres du prince Potemkine et prend du service à la cour en octobre 1779. C'est alors qu'il est remarqué par la Grande Catherine pour sa grande beauté. Il est nommé aide-de-camp et Kammerherr actuel. Pendant la Semaine sainte de 1780, il est installé au palais d'Hiver en tant que Fluegel-adjutant, c'est-à-dire aide-de-camp de la suite de l'impératrice et élevé au grade de colonel. Trois ans plus tard, il est lieutenant-général et commande le régiment des chevaliers-gardes. Le 1er février 1784, il est adjudant-général.
C'est en arrivant à la cour que Lanskoï approfondit son éducation et commence à s'intéresser aux arts. Il est sincèrement attaché à l'impératrice et ne se mêle pas de politique, même s'il assiste aux visites officielles de Joseph II, du prince héritier Frédéric-Guillaume de Prusse et de Gustave III. Il escorte la Grande Catherine auprès de Gustave à Friedrichsham. Lanskoï fait preuve d'un grand tact et sait garder sa place, en évitant les intrigues de cour. En 1784, il tombe de cheval et se blesse à la poitrine. Il meurt de façon inattendue en cinq jours, de diphtérie, à l'âge de vingt-six ans, alors que son impériale maîtresse allait lui conférer le titre de comte. Elle fut profondément attristée et partit avec la sœur de Lanskoï pour Peterhof sans retourner à Tsarskoïe Selo cet été-là. Dans les jardins du palais, Catherine II fait construire l'église de Kazan de Pouchkine (ru) pour y enterrer la famille Lanskoï, mais seul Alexandre Lanskoï y repose.
La princesse Dachkov écrit dans ses Mémoires que l'amant de l'impératrice était d'une politesse froide envers la princesse, du fait sans doute qu'elle ne le sollicitait pas pour des dispositions particulières. Il ne lui manifestait qu'une attention ordinaire, à la suggestion de l'impératrice, et que lorsque le comte André Chouvalov revint de Paris à Saint-Pétersbourg, il se fit aussitôt l'obligé du jeune favori et n'écarta aucun moyen de faire preuve de méchanceté à l'égard de la princesse.